# Pseudotothyris
Pseudotothyris is een geslacht van straalvinnige vissen uit de familie van de harnasmeervallen (Loricariidae).

## Soorten
- Pseudotothyris janeirensis Britski & Garavello, 1984
- Pseudotothyris obtusa (Miranda Ribeiro, 1911)